# The Diplomatic Lover
The Diplomatic Lover é um filme britânico de 1939, do gênero romance musical, dirigido por Anthony Kimmins.